# 貝莉·潔
貝莉·潔（Bailey Jay，1988年11月5日—），生於美國維吉尼亞州里奇蒙市，是一位美國跨性別女雄色情演員、廣播人。

## 早期生活
貝莉·潔係於2007年以綽號Line Trap參加Otakon節目，其影片出現在4Chan網站而開始發跡。貝莉·潔在Grooby旗下的Shemale Yum網站扮演「Harley Quinn」（蝙蝠俠人物）後，藉由這些網站和DVD，成功的行銷自己，並推出自己的成人情色網站。截至2012年，主要的作品有相片集和影片，放在她和她丈夫的網站裡。

## 事業
在2011年和2012年，她贏得了成人影帶新聞獎年度跨性別演員。她也和她的丈夫，攝影師馬修·特休恩（Matthew Terhune）共同主辦《貝莉·潔秀》（在原貝莉·潔電台），以及和珍·理查茲（Jen Richards）共同主辦跨性別和變性慾者忠告的節目—《糖與香料》（在原第三性電台）。2012年3月21日，貝莉·潔的單曲《你今晚會獲得幸運》，被發布到Spotify和iTunes。

## 獎項
- 2011年：成人影帶新聞獎—年度跨性別演員得主[5]
- 2011年：XBIZ獎—年度跨性別演員獎提名[10]
- 2012年：成人影帶新聞獎—年度跨性別演員得主[6]
- 2012年：XBIZ獎—年度跨性別演員獎提名[11]

## 外部連結
- 官方网站
- 貝莉·潔的Facebook
- 貝莉·潔廣播網站
- 貝莉·潔廣播 （页面存档备份，存于） at iTunes
- 糖和香料廣播 （页面存档备份，存于） at iTunes
- 貝莉·潔在網際網路成人電影資料庫
- 成人電影資料庫上貝莉·潔的资料（英文）